# Telescópio Carlsberg Meridian
O telescópio Carlsberg Meridian (anteriormente denominado de Carlsberg Automatic Meridian Circle) está localizado no Observatório do Roque de los Muchachos, em La Palma, nas Ilhas Canárias. É uma luneta meridiana que se dedica à realização de astrometria óptica de alta precisão.